# 敷島温泉
敷島温泉（しきしまおんせん）は、群馬県渋川市赤城町（旧国上野国）にある温泉。

## 泉質
- 単純温泉
  - 源泉温度46℃
  - 湧出量毎分1,500リットル

## 温泉街
赤城山の西麓に温泉がある。
宿泊施設は「ヘルシーパル赤城」が存在しており、日帰り入浴施設は「ふれあいの家」、「ユートピア赤城」がある。
温泉地には温泉スタンドも存在する。

## 歴史
平成5年温泉掘削に成功。竹下登によるふるさと創生資金を利用して温泉の開発が行われた。

## アクセス
- 鉄道 : 東日本旅客鉄道(JR東日本)・上越線敷島駅より徒歩で約10分。